# 第二次波斯-突厥戰爭
第二次波斯-突厥戰爭，7世纪初，西突厥对波斯萨珊帝国的战争。
约公元616年、617年，西突厥射匮可汗与嚈噠人再度侵袭萨珊帝国，攻至伊斯法罕行省。波斯君主库思老二世从波斯亚美尼亚召回斯姆巴特四世·巴格拉图尼，派他前往抵御入侵者。斯姆巴特四世在波斯王子达托耶安的协助下，将嚈哒人逐出波斯，劫掠了他们在呼罗珊东部的领地。据说斯姆巴特在单挑中斩杀了嚈哒国王。随后库思老二世授予他“库思老之悦”的尊号，其子瓦拉兹提罗茨二世·巴格拉图尼则获封“永恒库思老”的称号。